# Slaget vid Megiddo
Slaget vid Meggido 1457 f.Kr. var ett slag mellan egypterna under Thutmosis III och en koalition av upproriska kanaaneiska vasallstater ledda av konungen av Kadesh. Slaget är tillsammans med slaget vid Kadesh ett av de tidigaste slagen som beskrivs i någorlunda detalj och det är även det första slaget där antalet döda räknades och skrevs ned. I beskrivningen av slaget omnämns även kompositbågen för första gången. Detaljerna om slaget kommer samtliga från egyptiska källor, framförallt från hieroglyfer nedtecknade i Karnak-templet utifrån skrifter av militärskribenten Tjaneni.
Egypterna gick segrande ur striden men kanaaneerna lyckades fly in i Megiddo och sätta sig i säkerhet bakom dess murar vilket resulterade i att staden belägrades i 7-8 månader innan den slutligen föll.

## Thutmosis III:s skrifter
Under Thutmosis första kampanj i Levanten förde hans personliga skribent en daglig journal på papyrus över vad som hände. När Thutmosis härskat i 42 år, vilket var långt efter kampanjerna i Levanten, beordrade Thutmosis sina konstnärer att utsmycka väggarna i Karnak-templet med berättelser om hans militära erövringar, vilket gjordes med hjälp av Tjanenis skrifter. Resultatet är de tidigaste någorlunda detaljerade berättelserna om slag och krigföring i mänsklighetens historia. På väggarna skrevs även krigsbytet från kampanjerna ned. Åtminstone 14 kampanjer finns bevarade i Karnak-templet, samt tre till som är mer oklara om de varit militärkampanjer eller om de hör ihop med någon annan kampanj. Även skrifter om internationell diplomati finns bevarade som visar att gåvor skickats till Thutmosis III från Babylon, Hettitiska imperiet och Assyrien samt andra mindre stater i området.

## Första fälttåget mot Kanaan
Farao Thutmosis III kom till makten i ett Egypten som var större än någonsin genom erövringar i Levanten och Nubien. Efter att hans medregent och tidigare förmyndare Hatshepsut avlidit fick han ensam makten över Egypten och han begav sig omedelbart mot Kanaan för att krossa oroligheter som uppstått i Egyptens norra gränstrakter i området nära Kadesh. Upproret hade kommit till då flera av de mindre "buffert"staterna där försökte ändra sin vasallställning till det hettitiska imperiet istället för Egypten. Den drivande kraften bakom oroligheterna var kungen av Kadesh och han och hans koalition tros även ha varit allierade med kungadömet Mitanni och de lokala Amurru-folket från området mellan floderna Orontes och Jordan. Kadesh var en stark och välbefäst stad och kungen av Meggido, vars stad var lika välskyddad som Kadesh, beslutade sig för att alliera sig med kungen av Kadesh. Meggido var en strategiskt viktig stad. Den låg på sydvästra gränsen till den bördiga Jezreeldalen, strax bortom Karmelberget och Medelhavet och kontrollerade därigenom Via Maris, "Havsvägen", som var den viktigaste handelsvägen i Levanten.
I Egypten samlade Thutmosis stridsvagnsförare och fotsoldater till en armé av mellan 10 000 och 20 000 man. Samtidigt fortsatte kungen av Kadesh att utvidga sin koalition genom att alliera sig med olika stammar i Syrien, Aram och Kanaan. Koalitionsstyrkan skulle slutligen komma att uppgå till ungefär mellan 10 000–15 000 man. Koalitionen begav sig till Meggido där de fick förstärkning från staden och de slog läger vid Tanach. De förväntade sig att egypterna skulle komma till dem och att de skulle komma via Dothaimvägen mot Tanach då detta var huvudleden från låglandet till Kishondalen och den närmaste rutten från Egypten till Mesopotamien. En del av styrkan skickades norrut för att hålla vägen via Zefti och Tel Yokneam, som följde medelhavskusten och som skulle kunna användas av den egyptiska armén.
Den egyptiska armén samlades vid gränsfästningen Tjaru och begav sig sedan till Gaza där de anlände tio dagar senare. Efter det vandrade de till Yehem där de anlände 11 dagar efter sitt uttåg ur Gaza. Här väntade Thutmosis en stund. Han sände spejare norrut då han visste att han skulle bli tvungen att ta sig genom eller runt Karmelbergen och han var väl medveten om att fiendearmén väntade på honom bortom den. Det fanns tre vägar att välja på för att ta sig förbi bergen. Antingen kunde armén gå runt på norra sidan via Zefti eller södra sidan via Tanach. Båda vägarna ansågs säkra då armén skulle kunna gå i samlad trupp genom områdena men Thutmosis spejare bekräftade att fienden väntade vid dessa vägar. Den tredje vägen var den mest direkta men också den farligaste, genom Arunapasset, en smal ravin som löpte genom bergen och som hade sin utgång nära Meggido. Enligt spejarna var ravinen inte bevakad men den var så smal att trupperna skulle behöva gå på led genom den (ravinen finns men är bredare än den egyptiska beskrivningen av den). Om koalitionen upptäckte att den egyptiska armén försökte ta sig fram genom ravinen skulle de med lätthet kunna besegra den bit för bit. Arméns generaler yrkade på att den egyptiska armén skulle gå runt bergen till norr eller till söder då detta var lättast. Thutmosis III ville dock att armén skulle gå genom bergspasset och beslutade att göra så trots generalernas protester. Hans resonerande kring detta var att om generalerna ville ta den lättaste vägen och trodde att bergspasset var för farligt så skulle hans fiender tro samma sak.
Thutmosis ignorerade faran med att sprida ut sina trupper i bergsterräng där de riskerade att falla i bakhåll och delas upp och där huvudstyrkan omöjligt skulle kunna hjälpa trupperna i passet om de hamnade i strid. Han ledde själv fotsoldaterna genom passet medan hans lätta infanteri och bågskyttar följde passets sidor genom berget för att dräpa eventuella spejare som skulle se arméns marsch. Stridsvagnarna fick följa sist. Egyptierna kom ut ur passet vid Wadi Ara som endast innehöll en liten grupp koalitionssoldater. Dessa övermannades snabbt och större delen av Thutmosis armé kunde nu ta sig in i Kishondalen obehindrat. De befann sig nu nära Meggido, bakom den södra koalitionsarmén medan den fortfarande var uppdelad och den norra delen fanns en bra bit från staden.

## Slaget och belägring
Thutmosis insåg snabbt att situationen var perfekt för att slå mot koalitionsarmén. Han slog läger för dagen men under natten tog han sin armé och gick ännu närmare den södra koalitionsarmén. Nästa morgon anföll egyptierna och det är oklart om kungen av Kadesh ens hunnit förbereda sig för strid. Om han gjort det verkar det inte varit mycket till hjälp. Kungen av Kadesh och hans soldater höll dock högre mark och de befann sig relativt nära det befästa Meggido. Egyptierna formerade sig i en konkav formation och kunde på så sätt hota båda flankerna av koalitionsarmén. Deras stridsvagnar var placerade på den vänstra vingen som därmed blev den mest mobila delen av armén. Farao Thutmosis själv ledde armen från dess mitt. Både koalitionen och egyptierna skall enligt källorna ha haft kring 10 000 soldater och 1000 stridsvagnar.
Genom en mer effektiv formation, sannolikt större styrka (även om källorna ej nämner det) och den rörliga vänsterflanken i samverkan med ett tidigt och plötsligt anfall bröts koalitionsarméns moral redan vid första sammandrabbningen och kanaaniterna flydde. De som var närmast Meggido flydde innanför dess murar och stängde portarna efter sig och lämnade därmed sina kamrater utanför. Dock började den egyptiska armén plundra fiendelägret och tog 924 stridsvagnar samt 200 rustningar. Detta resulterade i att de nu utspridda koalitionssoldaterna kunde samlas och de begav sig till Meggidos murar där försvararna hissade ned rep gjorda av sammanbundna kläder så att de kunde klättra över murarna. Både kungen av Kadesh och kungen av Meggido kunde på detta sätt sätta sig i säkerhet inne i staden. Egyptierna skall ha tagit sådan tid på sig att till och med några stridsvagnar hann hissas över muren. Möjligheten för egyptierna till att snabbt inta staden var därmed förlorad.
Vad som sedan följde var en sju till åtta månader lång belägring. Kungen av Kadesh lyckades fly från staden och Thutmosis byggde en vallgrav samt en träpalissad runt Meggido för att helt stänga in staden. Till slut gav Meggido upp. Egypterna ockuperade staden men skonade dess befolkning. I Karnak skrevs att följande krigsbyte togs: 340 fångar, 2041 ston, 191 föl, 6 hingstar, 924 stridsvagnar (från plundringen av fiendelägret), 200 rustningar (även de från fiendelägret), 502 pilbågar, 1929 kor och 22500 får, konungen av Meggidos rustning, stridsvagn samt tältpinnar.
Efter Meggidos fall erövrade egyptierna snabbt några andra mindre städer i området och säkerställde därmed Egyptens auktoritet i området.

## Resultat
Det egyptiska rikets territorier ökade i och med erövrandet av Meggido och de besegrade kungarna tvingades skicka en son var till Egypten som gisslan. Sönerna fick där en egyptisk utbildning och när de senare återvände till Kanaan styrde de med Egyptens bästa i åtanke. Trots detta skulle det dröja innan Kanaan helt kontrollerades av Egypten. Flera kampanjer skulle komma, nästan årligen, innan Egypten fått bukt med alla oroligheter och upprorsförsök i området.